# Ferrières (Sekwana i Marna)
Ferrières (wym. [fɛrjɛɾə]) – miejscowość i gmina we Francji, w regionie Île-de-France, w departamencie Sekwana i Marna.
Według danych na rok 1990 gminę zamieszkiwało 1445 osób, a gęstość zaludnienia wynosiła 214 osób/km² (wśród 1287 gmin regionu Île-de-France Ferrières plasuje się na 560. miejscu pod względem liczby ludności, natomiast pod względem powierzchni na miejscu 566.).